# Jonna's Problem
I Jonna's Problem sono un gruppo musicale finlandese formato nel 2004 da Jonna Geagea, Tuomas Wäinölä, Lauri Porra e Santeri Saksala.

## Carriera
Jonna Geagea, già conosciuta per il suo successo nelle Nylon Beat, ha annunciato l'annuncio di un gruppo rock chiamato The Johnsons nel'estate del 2004; in seguito il nome è stato cambiato a Jonna's Problem.
Il loro singolo di debutto, Me, Myself & U, è uscito a gennaio 2006 e ha debuttato alla 5ª posizione della Suomen virallinen lista. Ha anticipato l'album di debutto eponimo della band uscito due mesi dopo, che ha raggiunto la 32ª posizione nella classifica nazionale.

## Formazione
- Jonna Geagea - voce
- Tuomas Wäinölä - chitarra
- Lauri Porra - basso
- Santeri Saksala - batteria

## Discografia

### Album in studio
- 2006 – Jonna's Problem

### Singoli
- 2006 – Me, Myself & U
- 2006 – Shame on You
- 2008 – Susie